# 135 a.C.
Il 135 a.C. (CXXXV a.C. in numeri romani) è un anno  del II secolo a.C.

## Eventi
- Quinto Calpurnio Pisone, Servio Fulvio Flacco diventano consoli della Repubblica romana.
- Primo riscontro dell'esistenza di Vicetia, l'attuale Vicenza

## Nati
- Antioco IX, sovrano († 96 a.C.)
- Gneo Pompeo Strabone, militare romano († 87 a.C.)

## Morti
- Simone Maccabeo, condottiero, sovrano e sacerdote ebreo antico (n. 143 a.C.)
- Servio Sulpicio Galba, politico e militare romano (n. 190 a.C.)